# Britta Jänicke
Britta Jänicke (* 15. Dezember 1958 in Dortmund, geborene Britta Dornquast) ist eine ehemalige deutsche Handballspielerin, die beim Bundesligisten TSV Jarplund-Weding aktiv war. Weiterhin nahm sie als Leichtathletin an den Paralympischen Sommerspielen teil.

## Leben
Jänicke begann das Handballspielen im Alter von 14 Jahren beim SV Adelby und lief in den 1980er-Jahren für den TSV Jarplund-Weding in der Handball-Bundesliga auf. In den Spielzeiten 1982/83 und 1983/84 gehörte sie zu den zehn torgefährlichsten Spielerinnen der Liga. Im Jahre 1984 musste sie das Handballspielen aufgrund von Rückenbeschwerden und Problemen mit der Achillessehne aufgeben. Ein Jahr später begann sie mit dem Behindertensport. Als Leichtathletin nahm sie an den Paralympischen Spielen teil. Bei den Sommer-Paralympics 1988 gewann Jänicke in den Disziplinen Diskuswurf und Speerwurf jeweils die Goldmedaille, bei den Sommer-Paralympics 1996 die Bronzemedaille im Diskuswurf und die Silbermedaille im Kugelstoßen sowie bei den Sommer-Paralympics 2000 die Bronzemedaille im Diskuswurf und die Goldmedaille im Kugelstoßen.
Jänicke begann im Alter von 16 Jahren das Trainieren von Handballmannschaften. Anfangs war sie beim SV Adelby tätig. Unter ihrer Leitung gewann die D-Jugend des SV Adelby im Jahr 2000 die Landesmeisterschaft. Später trainierte Jänicke die B-Jugend bei der SG Flensburg-Handewitt und die Damenmannschaft beim TSV Lindewitt. Seit 2001 leitet sie beim TSV Munkbrarup, aus dem 2008 die HFF Munkbrarup (Handball-Freunde Flensburg-Munkbrarup) wurde, das Training mehrerer Handballmannschaften.
Für ihre sportlichen Erfolge bei den Paralympischen Spielen 1988, 1996 und 2000 und den dabei errungenen Medaillen wurde sie durch Verleihung des Silbernen Lorbeerblattes geehrt.